# Afrika-Cup 2010/Gruppe B
| Pl. | Land           | Sp.           | S             | U             | N             | Tore          | Diff.         | Punkte        |
| --- | -------------- | ------------- | ------------- | ------------- | ------------- | ------------- | ------------- | ------------- |
| 1.  | Elfenbeinküste | 2             | 1             | 1             | 0             | 003:100       | +2            | 04            |
| 2.  | Ghana          | 2             | 1             | 0             | 1             | 002:300       | −1            | 03            |
| 3.  | Burkina Faso   | 2             | 0             | 1             | 1             | 000:100       | −1            | 01            |
|     | Togo           | zurückgezogen | zurückgezogen | zurückgezogen | zurückgezogen | zurückgezogen | zurückgezogen | zurückgezogen |

Spiele der Gruppe B beim Afrika-Cup 2010:

## Elfenbeinküste – Burkina Faso 0:0
| Elfenbeinküste                                                       | Elfenbeinküste | Burkina Faso | Burkina Faso | Aufstellung                                   |
| -------------------------------------------------------------------- | --- | --- | ------------ | --------------------------------------------- |
| Elfenbeinküste                                                       | \| 1. Spieltag \| \| 11. Januar 2010 um 17:00 Uhr in Cabinda (Estádio Nacional de Chiazi) \| \| Zuschauer: 5.000 \| \| Schiedsrichter: Kacem Bennaceur ( Tunesien) \|                                                                                     | \| 1. Spieltag \| \| 11. Januar 2010 um 17:00 Uhr in Cabinda (Estádio Nacional de Chiazi) \| \| Zuschauer: 5.000 \| \| Schiedsrichter: Kacem Bennaceur ( Tunesien) \| | Burkina Faso | Aufstellung Elfenbeinküste gegen Burkina Faso |
| Elfenbeinküste                                                       | Boubacar Barry – Kolo Touré, Emmanuel Eboué, Souleymane Bamba, Didier Zokora – Yaya Touré, Cheik Tioté (80. Aruna Dindane), Siaka Tiéné, Gervinho (73. Salomon Kalou) – Didier Drogba, Bakari Koné (69. Abdul Kader Keïta) Cheftrainer: Vahid Halilhodžić | Daouda Diakité – Mamadou Tall, Bakary Koné (46. Ibrahim Gnanou), Paul Koulibaly, Florent Rouamba – Mahamoudou Kéré, Jonathan Pitroipa, Madi Panandétiguiri, Narcisse Yaméogo (62. Habib Bamogo) – Charles Kaboré, Moumouni Dagano (80. Yssouf Koné) Cheftrainer: Paulo Duarte | Burkina Faso | Aufstellung Elfenbeinküste gegen Burkina Faso |
| Elfenbeinküste                                                       | Yaya Touré (71.) | Paul Koulibaly (24.), Madi Panandétiguiri (74.) | Burkina Faso | Aufstellung Elfenbeinküste gegen Burkina Faso |
| 1. Spieltag                                                          | | |              |                                               |
| 11. Januar 2010 um 17:00 Uhr in Cabinda (Estádio Nacional de Chiazi) | | |              |                                               |
| Zuschauer: 5.000                                                     | | |              |                                               |
| Schiedsrichter: Kacem Bennaceur ( Tunesien)                          | | |              |                                               |

## Elfenbeinküste – Ghana 3:1 (1:0)
| Elfenbeinküste                                                       | Elfenbeinküste | Ghana | Ghana | Aufstellung                            |
| -------------------------------------------------------------------- | --- | --- | ----- | -------------------------------------- |
| Elfenbeinküste                                                       | \| 2. Spieltag \| \| 15. Januar 2010 um 19:30 Uhr in Cabinda (Estádio Nacional de Chiazi) \| \| Zuschauer: 23.000 \| \| Schiedsrichter: Jerome Damon ( Südafrika) \|                                                                                 | \| 2. Spieltag \| \| 15. Januar 2010 um 19:30 Uhr in Cabinda (Estádio Nacional de Chiazi) \| \| Zuschauer: 23.000 \| \| Schiedsrichter: Jerome Damon ( Südafrika) \| | Ghana | Aufstellung Elfenbeinküste gegen Ghana |
| Elfenbeinküste                                                       | Boubacar Barry – Emmanuel Eboué, Kolo Touré, Souleymane Bamba, Siaka Tiéné – Yaya Touré (71. Emerse Faé), Cheik Tioté, Didier Zokora – Gervinho (60. Guy Demel), Salomon Kalou (84. Abdul Kader Keïta), Didier Drogba Cheftrainer: Vahid Halilhodžić | Richard Kingson – Samuel Inkoom, Isaac Vorsah, Eric Addo, Abdul Rahim Ayew – Moussa Narry (46. Michael Essien), Emmanuel Agyemang Badu, André Ayew (46. Asamoah Gyan), Kwadwo Asamoah, Opoku Agyemang (77. Harrison Afful) – Matthew Amoah Cheftrainer: Milovan Rajevac | Ghana | Aufstellung Elfenbeinküste gegen Ghana |
| Elfenbeinküste                                                       | 1:0 Gervinho (23.) 2:0 Siaka Tiéné (66.) 3:0 Didier Drogba (90.) | 3:1 Asamoah Gyan (90.+3’, Foulelfmeter) | Ghana | Aufstellung Elfenbeinküste gegen Ghana |
| Elfenbeinküste                                                       | Cheik Tioté (37.), Didier Zokora (53.), Salomon Kalou (76.), Boubacar Barry (90.+3’) | Opoku Agyemang (41.) | Ghana | Aufstellung Elfenbeinküste gegen Ghana |
| Elfenbeinküste                                                       | Emmanuel Eboué (55., grobes Foulspiel) | | Ghana | Aufstellung Elfenbeinküste gegen Ghana |
| 2. Spieltag                                                          | | |       |                                        |
| 15. Januar 2010 um 19:30 Uhr in Cabinda (Estádio Nacional de Chiazi) | | |       |                                        |
| Zuschauer: 23.000                                                    | | |       |                                        |
| Schiedsrichter: Jerome Damon ( Südafrika)                            | | |       |                                        |

## Burkina Faso – Ghana 0:1 (0:1)
| Burkina Faso                                                    | Burkina Faso | Ghana | Ghana |
| --------------------------------------------------------------- | --- | --- | ----- |
| Burkina Faso                                                    | \| 3. Spieltag \| \| 19. Januar 2010 um 17:00 Uhr in Luanda (Estádio 11 de Novembro) \| \| Schiedsrichter: Eddy Maillet ( Seychellen) \| | \| 3. Spieltag \| \| 19. Januar 2010 um 17:00 Uhr in Luanda (Estádio 11 de Novembro) \| \| Schiedsrichter: Eddy Maillet ( Seychellen) \| | Ghana |
| Burkina Faso                                                    | Daouda Diakité – Madi Panandétiguiri, Bakary Koné, Mamadou Tall, Paul Koulibaly (83. Mohamed Koffi) – Mahamoudou Kéré, Charles Kaboré (59. Benjamin Balima), Habib Bamogo (72. Moumouni Dagano), Florent Rouamba, Jonathan Pitroipa – Yssouf Koné Cheftrainer: Paulo Duarte | Richard Kingson – Samuel Inkoom, Isaac Vorsah, Lee Addy, Hans Sarpei – Emmanuel Agyemang Badu, Kwadwo Asamoah, Haminu Dramani (90.+4’ Opoku Agyemang), André Ayew – Asamoah Gyan (87. Abdul Rahim Ayew), Matthew Amoah (78. Dominic Adiyiah) Cheftrainer: Milovan Rajevac | Ghana |
| Burkina Faso                                                    | 0:1 André Ayew (30.) | | Ghana |
| Burkina Faso                                                    | Habib Bamogo (13.), Mamadou Tall (16.), Madi Panandétiguiri (30.) | Hans Sarpei (34.), Emmanuel Agyemang Badu (63.) | Ghana |
| Burkina Faso                                                    | Mamadou Tall (66., Tätlichkeit) | | Ghana |
| 3. Spieltag                                                     | | |       |
| 19. Januar 2010 um 17:00 Uhr in Luanda (Estádio 11 de Novembro) | | |       |
| Schiedsrichter: Eddy Maillet ( Seychellen)                      | | |       |